# Blăgești (Bacău)
Blăgeşti è un comune della Romania di 7 303 abitanti, ubicato nel distretto di Bacău, nella regione storica della Moldavia.
Il comune è formato dall'unione di 5 villaggi: Blăgești, Buda, Poiana Negustorului, Țârdenii Mari, Valea lui Ion.